# Сулейман-хан Каррани
Сулейман-Хан Каррани (бенг. সুলায়মান খান কররানী; ? — 11 октября 1572) — второй султан Бенгалии из династии Каррани (1566—1572). По сообщению Рияз-ус-Салатина, он перенес столицу из Гаура в Танду. Брат и преемник Тадж-хана Каррани, правившего в Бенгалии в 1564—1566 годах.

## Отношение с Акбаром
В 1566 году после смерти своего старшего брата Тадж-хана Каррани Сулейман-хан унаследовал султанский престол в Бенгалии. Он не стал чеканить собственную монету во время своего правления, что было бы равносильно признанию верховенства Империи Великих Моголов . Сулейман-хан также почитал могольского императора Акбара как верховного правителя Бенгалии, требуя, чтобы мечети читали имя Акбара в хутбе, проповеди на пятничных молитвах конгрегаций в Бенгалии . Историки ссылаются на эти акты как на сохранение дипломатического мира между Бенгальским султанатом и Могольской империей при жизни Акбара.

## Завоевание Ориссы
Хотя Северная Индия и некоторые части Южной Индии управлялись мусульманскими правителями, они еще не смогли завоевать область Ориссу. В 1568 году Сулейман-хан послал своего сына Баязида-хана Каррани и знаменитого полководца Калапахада (Кала Пахар) против последнего Одиа-Гаджапатского царя Мукунды Девы. После нескольких крупных сражений против Одиев, а также с помощью гражданской войны в других областях Ориссы (Одиши), Сулейман-хан Каррани смог подчинить всю Ориссу своей верховной власти. Калапахад разграбил храм Джаганнатха и взял Пури под свой контроль. Сулейман Каррани назначил Исмаил-хана Лоди губернатором Одиши, а Кутлу-хана Лохани губернатором Пури. Исмаил-хан Лоди был сыном Сахи Саламата, который был принцем Империи Тимуридов и основателем семьи Притимпасса.

## Завоевание Куч-Бихара
Сулейман-хан Каррани затем послал своего полководца Кала Пахара против царства Камата (позже Куч-Бихар под властью Империи Великих Моголов), где правил Бишва Сингха. Кала Пахар пересек реку Брахмапутра и дошел до города Тейпур (современный район Динаджпур, Бангладеш). Кала Пахар нанес поражение и захватил в плен генерала Камата Шукладхваджу, третьего сына Бишвы Сингха.

## Смерть и преемственность
После спокойного и мирного правления в течение семи лет Сулейман-хан Каррани скончался 11 октября 1572 года, оставив свой султанат своему сыну, Баязид-хану Каррани.

## Религия
Сулейман-хан был благочестивым мусульманином, живущим жизнью, соблюдающим все религиозные ритуалы. Он построил мечеть Сона в старой Малде. Историк Абд аль-Кадир Бадауни упоминает, что каждое утро Сулейман проводил религиозную встречу со 150 шейхами и улемами и только после этого приступал к совершению государственных дел.